# Miquel Calçada i Olivella
Miquel Calçada i Olivella (Sabadell, 13 d'agost de 1965) també conegut com a Mikimoto, és un periodista i empresari de la comunicació català. És cofundador, juntament amb Carles Cuní, del Grup Flaix, que inclou les emissores Flaix FM i Ràdio Flaixbac i, anteriorment, el canal de televisió Flaix TV. Ha treballat com a creador de continguts i presentador de programes de ràdio i televisió.

## Biografia

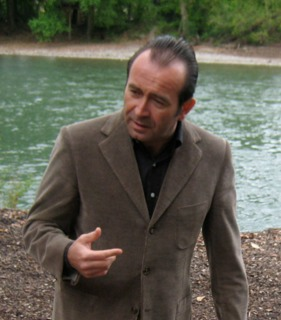
Miquel Calçada el 2009

Net de Josep Olivella i Astals, als 15 anys va començar a col·laborar a Ràdio Terrassa. El mes de Juny de 1983, amb 18 anys, va ser la veu de la primera emissió de Catalunya Ràdio, la primera ràdio pública en català des de la guerra civil. El 1987 va presentar a TV3 el programa setmanal Oh, Bongònia, en un format de sessió contínua de videoclips musicals amb comentaris enginyosos entre vídeo i vídeo, que gairebé mai no tenien res a veure amb la música, del mateix Mikimoto o del seu col·laborador el Doctor Soler, amb seccions esbojarrades com les Vides Exemplars. El primer programa diari que va presentar a TV3 va ser Mikimoto Club (1989), un programa d'entrevistes que, després d'una temporada a la vesprada, va passar setmanalment a horari de màxima audiència en directe amb el nom de Persones humanes. Va ésser el primer programa d'entrevistes a la televisió catalana, exceptuant Àngel Casas Show i L'hora de Mari Pau Huguet. El programa, que es va fer famós pel seu humor absurd, irònic i incisiu, comptava amb les aparicions de l'escriptor Quim Monzó. Després de tres temporades, Calçada va presentar el late show de sàtira informativa Solvència contrastada, també a TV3. Com a productor independent, Calçada va realitzar una sèrie de 70 episodis anomenada Les aventures del Capità Enciam. Posteriorment va deixar la televisió per centrar-se en els estudis universitaris i en les emissores de ràdio que havia creat: Flaix FM i Ràdio Flaixbac, englobades en el Grup Flaix.
Calçada va reprendre la seva carrera televisiva l'any 2003 amb el programa Afers exteriors, un projecte sociològic que l'ha dut a viatjar a través de més de 60 països. En aquests programes ha reflectit la vida, les esperances i les inquietuds de catalans que viuen a l'estranger i s'hi han integrat. El programa seguia en antena el 2016. El 2005 va deixar de fumar i va voler compartir l'experiència amb els espectadors de TVC a través d'un mètode propi per deixar de fumar: El mètode Larson.
Com a periodista, ha estat columnista de l'Avui i La Vanguardia. És membre fundador del Club Riva de Catalunya, que pertany a la Riva Historical Society.
El 2010 es traslladà a Syracuse (Nova York), on va estudiar dos màsters: un d'Administració Pública i un en Relacions Internacionals, amb especialització en Resolució de Conflictes per la Maxwell School de la Syracuse University. És autor de l'estudi "Analysis of the Algerian War of Independence: Les Événements, a Lost Opportunity for Peace".
El 2014 va ser el comissari designat pel govern de la Generalitat per als actes en commemoració del Tricentenari. Va formar part de la segona promoció del Màster en Diplomàcia i Acció Exterior del diplocat. Va ser candidat per Junts pel Sí a les eleccions al Parlament de Catalunya de 2015. El 22 de maig de 2016 va ser candidat de Convergència Democràtica de Catalunya al Senat d'Espanya per a les eleccions generals de 2016.

## Programes
Com a periodista radiofònic, destaquen els programes a Catalunya Ràdio:
- Catalunya DX
- En pijama el cap de setmana
- Mikimoto Club
- Per la cara
- Pasta gansa[1]

En el món de la televisió, ha presentat i dirigit diversos programes:
- Oh, Bongònia, TV3 (1987)
- Mikimoto Club, TV3 (1989 – 1990)
- Mikimoto Clip, La 2 (1991 – 1992)
- Persones humanes, TV3 (1993 – 1996)
- Solvència contrastada, TV3 (1996)
- Afers exteriors, TV3 (2003 – 2009/2016)[9][10]
- El mètode Larson, TV3 (2005)
- Prohibit als tímids, TV3 (2006)

També ha participat com a actor a la pel·lícula Les aparences enganyen de Carles Balagué (1991). El 2007 va presentar la Marató de TV3 contra les malalties cardiovasculars.

## Premis i reconeixements
- 1994 - Premi Card de l'Associació de Dones Periodistes de Catalunya.[12]
- 2000 - Premi Nacional de Radiodifusió de la Generalitat de Catalunya per l'emissora Flaix FM.[1][13] (conjuntament amb Carles Cuní)
- 2010 - Guardó 1924 pel programa Afers exteriors de Premis Ràdio Associació de Catalunya.
- 2010 - Premi del Centre Internacional Escarré per a les Minories Ètniques i Nacionals de defensa dels drets dels pobles.[14]